# Gouden erepenning van het Vlaams Parlement
Gouden erepenning van het Vlaams Parlement is een jaarlijks eerbetoon dat het Vlaams Parlement uitreikt aan verdienstelijke personen of organisaties. Deze wordt sinds 1991 uitgereikt.
Tussen 1991 en 1996 werd dit jaarlijks toegekend en vanaf 1997 is dit tweejaarlijks. 

## Ontvangers
- 1991 - Verdienstelijke politicus - - Frans Grootjans, Frans Van der Elst, Renaat Van Elslande, Bert Van Hoorick
- 1992 - Verdienstelijke Vlaming - - Paul Janssen, Zuster Leontine, Roger Raveel
- 1993 - schrijvers - - Hubert Lampo, Anton Van Wilderode, Max Wildiers
- 1994 - Grafiek - -Felix De Boeck, Geraerd Gaudaen, Octave Landuyt
- 1995 - Wetenschap - Kortrijk, 24 november 1995 - Luc Beaucourt, Herman Van den Berghe, Herman Van der Wee
- 1996 - Muziek - 4 december 1996 - Walter Boeykens, Philippe Herreweghe, Toots Thielemans, Arie Van Lysebeth
- 1998 - Ondernemingschap - 31 maart 1998 - Hilde Burie, John Cordier, Christian Dumolin, Gerard Maes,
- 2000 - sociale sector - 6 april 2000 - VZW Blijdorp, VZW Schoonderhage, VZW Onze Nieuwe Toekomst
- 2002 - internationale culturele uitstraling - 10 juli 2002 -  Jozef Deleu, Anne Teresa De Keersmaeker en Linda Loppa
- 2005 - Sport - 21 december 2005 - Kim Gevaert, Marc Herremans, Jacques Rogge en Ann Wauters[2]
- 2008 - Muziek - 25 februari 2008 -Tom Barman, Dirk Brossé, Will Tura en Raymond van het Groenewoud[3]
- 2010 - Film - 2 februari 2011 - Raoul Servais, Erwin Provoost, Jan Verheyen
- 2012 - Vlaming in het buitenland - 23 januari 2013 - Koen Lenaerts, Sophie De Schaepdrijver, Christine Van den Wyngaert, zuster Jeanne Devos[4][5]
- 2014 - Vrijwilligerswerk - 20 mei 2015 - Centrum ter Preventie van Zelfdoding, Chiro Brussel, Meters en Peters vzw en de Nationale Boomgaarden-stichting[6]
- 2016 - Onderzoek en ontwikkeling - 7 december 2016 - Ingrid Daubechies, Hans Bruyninckx, Rudi Pauwels, de Onderzoeksgroep Moleculaire Virologie en Gentherapie van de KU Leuven[7]
- 2018 - Natuur - 30 januari 2019 - Natuurpunt, Bosforum, CurieuzeNeuzen en Regionaal Landschap Kempen en Maasland[8][9]